# Hugo Engelhart
Hugo Engelhart (13. března 1926, Olomouc – 10. září 2022) byl český lékař a bývalý politický vězeň komunistického režimu v Československu.

## Život
Narodil se 13. března 1926 v Olomouci v česko-německé rodině. Oba rodiče byli stomatologové – dentisti. Z důvodu dlouhodobého onemocnění matky první léta života prožil u prarodičů v Roudnici nad Labem; poté žil s rodiči v Děčíně. Gymnázium navštěvoval v letech 1937–1946 střídavě v Roudnici a v Děčíně, s dvouletou přestávkou vynucenou absolvováním vojenské služby. Vzhledem k německé národnosti otce musel narukovat k Wehrmachtu, odkud se vrátil až po zranění ke konci 2. světové války. V roce 1946 složil maturitu na děčínském gymnáziu.
V roce 1946 se zapsal ke studiu na Lékařské fakultě UK v Praze, kde promoval v prosinci 1951. Od promoce až do odchodu do důchodu se plně věnoval pacientům v severočeském pohraničí, převážně v okrese Děčín. Po promoci vystřídal několik pracovišť. Byl krátce na TBC oddělení, odkud přešel na gynekologicko-porodnické oddělení v Děčíně. Od roku 1954 byl poslán dočasně jako závodní lékař na důl Julius Fučík v Duchcově. Začátkem roku 1955 se vrátil do Děčína, kde nastoupil na interní oddělení.
Již během vysokoškolských studií byl aktivní ve studentském hnutí. Byl členem České strany národně sociální a zúčastnil se dvou studentských pochodů na pražský Hrad a vyslání delegace k prezidentu Benešovi v únoru 1948.
Den 22. dubna 1955 se stal jeho osudovým dnem – pro údajné spojení s protistátní skupinou byl v Ústí nad Labem zatčen. StB chtěla zinscenovat velký proces ve spojení s jinou skupinou, ale ani přes velké úsilí se StB nepodařilo toto spojení prokázat. Přesto byl odsouzen k 16 letům odnětí svobody a ke ztrátě občanských práv. Byl postupně umisťován do několika vězeňských zařízení. Delší dobu byl v Rtyni v Podkrkonoší, kde pracoval jako vězeňský lékař pro vězně v uhelných dolech. Poté byl na Pankráci zařazen na práci v tamní vězeňské porodnici.
V roce 1960 byla vyhlášena amnestie a po ní byl popuštěn na svobodu. Přesto však určitou dobu nemohl vykonávat své povolání, protože mu nebyla automaticky vrácena občanská práva, tudíž mu byl nadále odejmut akademický titul a bylo mu znemožněno vykonávat lékařské povolání.
Vrátil se proto do Děčína k rodině a pracoval jako dělník na pile. Díky odvážné intervenci tehdejšího výborného ředitele OUNZ Děčín MUDr. Jindřicha Tichého a v souvislosti s požadavkem na zvýšení počtu lékařů v pohraničí se nakonec podařilo prosadit, aby mu, spolu s dalším lékařem ve stejném postavení, bylo dovoleno vrátit se k lékařské profesi.
Poté se stal praktickým (tehdy obvodním) lékařem a po krátkém působení na jednom městském obvodě a na obvodě v Libouchci se roku 1962 stal obvodním lékařem v odlehlém horském obvodě ve Verneřicích, vzdáleném 25 km od Děčína a ležícím v Českém středohoří. Do příslušného obvodu spadalo 14 roztroušených a zejména v zimě špatně přístupných obcí. Tyto okolnosti vyžadovaly, aby, přestože byl „pouze" v pozici praktického lékaře, uměl provádět i výkony a léčbu v celé škále odborností, včetně malé chirurgie, ORL, kožního lékařství, porodnictví a ve dnech, kdy nebyl přítomen pediatr, být schopen ošetřovat i dětské pacienty. Nebyl ale opravdovým „venkovským rodinným lékařem", na kterého dodnes vzpomínají nejméně dvě generace jeho pacientů.
Angažoval se a angažuje i společensky a politicky. O aktivitě v roce 1948 byla zmínka již výše. V roce 1968 se stal spoluzakladatelem pobočky K 231 a pracoval jako její tajemník. Od roku 1990 je velmi agilním předsedou okresní pobočky Konfederace politických vězňů. Z titulu této funkce se účastní četných besed na školách, přednášek pořádaných církvemi a zúčastnil se i slyšení politických vězňů v Senátu Parlamentu ČR.
Po sametové revoluci byl od roku 1990 po dobu dvou let zastupitelem a také členem městské rady v Děčíně.
Děčínští gymnazisté něm natočili autorský film v rámci projektu „Bojovníci proti totalitě očima dětí“ organizovaném Ministerstvem obrany ČR ve spolupráci s ČT a ČRo. Tento film je možné zhlédnout na internetu.

### Rytíř českého lékařského stavu
18. března 2010 mu byl udělen titul Rytíř českého lékařského stavu za rok 2009. Tento titul mu byl udělen především za jeho postoj v 50. letech, kdy se tehdy aktivně stavěl proti tehdejšímu komunistickému režimu v Československu.